# Osym
Osym (bułg. Осъм) – rzeka w północnej Bułgarii, prawy dopływ Dunaju. Długość – 314 km, powierzchnia zlewni – 2824 km², średni przepływ u ujścia – 16,40 m³/s.
Osym powstaje z połączenia potoków Biały Osym (Бели Осъм) i Czarny Osym (Черни Осъм) koło miasta Trojan w paśmie górskim Trojanska płanina w Starej Płaninie. Za początek Osymu uważa się źródła Białego Osymu, na wysokości 1821 m n.p.m. na północnych stokach szczytu Lewski w paśmie Trojanska płanina. Osym płynie na północ przez miasto Łowecz, następnie zmienia kierunek na północno-wschodni. Koło miasta Lewski skręca na północny zachód i, meandrując, płynie przez Nizinę Naddunajską. Uchodzi do Dunaju we wsi Czerkowica. Dopływy Osymu są nieliczne i niewielkie.